# David Carney
David Raymond Carney (Sydney, 30 novembre 1983) è un ex calciatore australiano, di ruolo ala.

## Palmarès

### Club

#### Competizioni nazionali
- Campionato australiano: 2

Sydney FC: 2005-2006, 2016-2017
- Campionato olandese: 1

Twente: 2009-2010
- Supercoppa dei Paesi Bassi: 1

Twente: 2010
- MLS Supporters' Shield: 1

New York Red Bulls: 2013
- Premier's Plate: 2

Sydney FC: 2016-2017, 2017-2018
- FFA Cup: 1

Sydney FC: 2017

#### Competizioni internazionali
- OFC Champions League: 1

Sydney FC: 2005